# Schachbundesliga 2019/20 (Schweiz)
Die Schachbundesliga 2019/20 ist die höchste Spielklasse der Schweizerischen Gruppenmeisterschaft (SGM) im Schach. Meister wurde die Schachgesellschaft Winterthur, während sich der Titelverteidiger SC Gonzen mit dem dritten Platz begnügen musste. Aus der 2. Bundesliga waren im Vorjahr wegen des Rückzugs von Echiquier Bruntrutain Porrentruy mit dem Club d’échecs de Payerne und der Schachgesellschaft Zürich ausnahmsweise zwei Mannschaften aufgestiegen. Beide Aufsteiger erreichten den Klassenerhalt, während der SC Bodan absteigen musste. Zu den gemeldeten Mannschaftskadern der teilnehmenden Vereine siehe Mannschaftskader der schweizerischen 1. Bundesliga im Schach 2019/20.

## Termine und Austragungsorte
Die ersten sechs Runden fanden statt am 16. und 30. November, 14. Dezember 2019, 11. Januar, 1. und 22. Februar 2020 und wurden dezentral bei den beteiligten Vereinen gespielt. Ein Wettkampf der ersten Runde wurde wegen der Terminüberschneidung mit dem European Club Cup erst am 24. November 2019 gespielt. Die letzte Runde sollte am 14. März 2020 zentral in Payerne ausgerichtet werden, wurde aber aufgrund der COVID-19-Pandemie abgesagt. Die Wettkämpfe wurden am 5. September nachgeholt und dezentral ausgetragen.

## Tabelle
| Pl. | Verein                        | Sp | G | U | V | MP   | Brett-P.  |
| --- | ----------------------------- | -- | - | - | - | ---- | --------- |
| 01. | SG Winterthur                 | 7  | 6 | 1 | 0 | 13:1 | 35,0:21,0 |
| 02. | Cercle d’échecs de Nyon       | 7  | 4 | 2 | 1 | 10:4 | 35,5:20,5 |
| 03. | SC Gonzen (M)                 | 7  | 5 | 0 | 2 | 10:4 | 33,5:22,5 |
| 04. | Club d’échecs de Payerne (N)  | 7  | 3 | 2 | 2 | 8:6  | 30,0:26,0 |
| 05. | SG Riehen                     | 7  | 1 | 3 | 3 | 5:9  | 26,5:29,5 |
| 06. | SV Wollishofen                | 7  | 1 | 2 | 4 | 4:10 | 20,0:36,0 |
| 07. | Schachgesellschaft Zürich (N) | 7  | 1 | 1 | 5 | 3:11 | 22,0:34,0 |
| 08. | SC Bodan                      | 7  | 1 | 1 | 5 | 3:11 | 21,5:34,5 |

## Entscheidungen
|     | Schweizer Bundesmeister: SG Winterthur   |
|     | Absteiger in die 2. Bundesliga: SC Bodan |
| (M) | Meister der letzten Saison               |
| (N) | Aufsteiger der letzten Saison            |

## Kreuztabelle
| Ergebnisse | Ergebnisse                | 01. | 02. | 03. | 04. | 05. | 06. | 07. | 08. |
| ---------- | ------------------------- | --- | --- | --- | --- | --- | --- | --- | --- |
| 01.        | SG Winterthur             |     | 4   | 5   | 6   | 5   | 5½  | 5   | 4½  |
| 02.        | Cercle d’échecs de Nyon   | 4   |     | 8   | 3   | 5   | 4   | 5   | 6½  |
| 03.        | SC Gonzen                 | 3   | 0   |     | 7   | 4½  | 6½  | 7½  | 5   |
| 04.        | Club d’échecs de Payerne  | 2   | 5   | 1   |     | 4   | 8   | 4   | 6   |
| 05.        | SG Riehen                 | 3   | 3   | 3½  | 4   |     | 4   | 5   | 4   |
| 06.        | SV Wollishofen            | 2½  | 4   | 1½  | 0   | 4   |     | 2½  | 5½  |
| 07.        | Schachgesellschaft Zürich | 3   | 3   | ½   | 4   | 3   | 5½  |     | 3   |
| 08.        | SC Bodan                  | 3½  | 1½  | 3   | 2   | 4   | 2½  | 5   |     |

Anmerkung: Die Wettkämpfe Nyon-Gonzen und Payerne-Wollishofen wurden von Gonzen bzw. Wollishofen kampflos abgegeben.

## Aufstiegsspiel zur 1. Bundesliga
Für das am 10. Oktober in Kirchberg BE ausgetragene Aufstiegsspiel qualifizierten sich mit dem SC Kirchberg und Sprengschach/Wil die Sieger der beiden Zweitligastaffeln. Sprengschach/Wil teilte sich hierbei in Zone B der 2. Bundesliga den Sieg mit der nicht aufstiegsberechtigten zweiten Mannschaft des SC Gonzen. Die Gastgeber setzten sich klar durch und erreichten damit den direkten Wiederaufstieg.
| SC Kirchberg     | Sprengschach/Wil  | Ergebnis |
| ---------------- | ----------------- | -------- |
| Vitaly Kunin     | Manuel Sprenger   | 1:0      |
| Marco Lehmann    | Julian Schärer    | 1:0      |
| Oliver Sutter    | Marcel Eberle     | 1:0      |
| Andreas Lehmann  | Damian Karrer     | 1:0      |
| Joël Adler       | Patrick Kaufmann  | 1:0      |
| Lukas Muheim     | Milos Milovanovic | 1:0      |
| Nicola Ramseyer  | Lukas Meier       | 0:1      |
| Sebastian Muheim | Joshua Grob       | 1:0      |

## Die Meistermannschaft
| 1.            | SG Winterthur |
| Schachfiguren | Nico Georgiadis, Dennis Kaczmarczyk, Gabriel Gähwiler, Martin Ballmann, Benedict Hasenohr, Sebastian Gattenlöhner, Andreas Huss, Stefan Zollinger, Péter Szakolczai, Nedeljko Kelecevic, Martin Schweighoffer, Sladjan Jovanovic, Michael Bucher. |